# Třída U 66
Třída U 66 byla třída středních ponorek německé Kaiserliche Marine z období první světové války. Původně byly objednány pro rakousko-uherské námořnictvo, ale po vypuknutí války byly zabaveny. Celkem bylo postaveno pět jednotek této třídy. Ve službě byly v letech 1915–1918. Tři byly za války ztraceny a dvě po válce získala Velká Británie.

## Stavba
Ponorky byly původně objednány Rakousko-uherskem u německé loděnice Germaniawerft v Kielu. Ponorky typu UD měly po zařazení do služby nést označení SM U 7–SM U 11. Rakousko-uherské námořnictvo v nich mělo získat své nejpokročilejší ponorky a zároveň první ponorky skutečně vhodné pro bojové nasazení. Jejich dokončení pro původního zákazníka však zabránilo vypuknutí první světové války. Dne 28. listopadu 1914 ponorky odkoupilo Německo. Dokončeny byly v upravené podobě přizpůsobené německým standardům.
Jednotky třídy U 66:
| Jméno | Loděnice            | Založení kýlu | Spuštění na vodu  | Vstup do služby | Osud |
| ----- | ------------------- | ------------- | ----------------- | --------------- | --- |
| U 66  | Germaniawerft, Kiel | 1913          | 22. dubna 1915    | červenec 1915   | Odhadem 3. září 1917 ztracena z neznámé příčiny v Severním moři.                                                    |
| U 67  | Germaniawerft, Kiel | 1913          | 15. května 1915   | srpen 1915      | Roku 1918 předána Velké Británii, sešrotována.                                                                      |
| U 68  | Germaniawerft, Kiel | 1913          | 1. června 1915    | srpen 1915      | Dne 22. března 1916 potopena jihozápadně od Irska britskou lodí Q Farnborough.                                      |
| U 69  | Germaniawerft, Kiel | 1913          | 24. června 1915   | září 1915       | Dne 24. července 1917 ztracena z neznámé příčiny, dle jedné verze bylap otopena britským torpédoborcem HMS Patriot. |
| U 70  | Germaniawerft, Kiel | 1913          | 20. července 1915 | září 1915       | Roku 1918 předána Velké Británii, sešrotována.                                                                      |

## Konstrukce
Ponorky měly dvojtrupou koncepci. Základní výzbroj tvořil jeden 88mm kanón TK L/30 C/08 a pět 450mm torpédometů (čtyři příďové a jeden záďový) se zásobou dvanácti torpéd. Pohonný systém tvořily dva šestiválcové diesely Germania o výkonu 2300 bhp a dva elektromotory SSW o výkonu 1260 shp, pohánějící dva lodní šrouby. Nejvyšší rychlost dosahovala 16,8 uzlu na hladině a 10,3 uzlu pod hladinou. Dosah byl 6500 námořních mil při rychlosti 8 uzlů na hladině a 115 námořních mil při rychlosti 5 uzlů pod hladinou. Operační hloubka ponoru dosahovala 50 metrů. Doba ponoření byla 100 vteřin.

### Modifikace
V letech 1916–1917 byly přezbrojeny jedním 105mm kanónem KL/45.